# Турбівський парк
Ту́рбівський парк — комплексна пам'ятка природи, що розташована у смт Турбів Липовецького району Вінницької області.
Турбівський парк став формуватись ще в середині XIX століття на основі існуючих дубових насаджень. Найбільший вік окремих дубів сягає понад 300 років. Порода дерева «дуб звичайний» є основою парку.
Займаючись паспортизацією дерев фахівці Подільського центру прав людини встановили, що на території площею 4,7 га, відведеній рішенням Турбівської селищної ради під створення пам'ятки природи місцевого значення станом на 20 травня 2007 року росте 183 дерева породи «дуб звичайний» віком 100 і більше років. Складено схему насаджень з позначенням розміщення кожного дерева.

## Легенда про парк
Давно те діялось — жив у Турбові управитель цукрового заводу Василь Завадський. Він був добрим господарем, справно керував заводом. Робітники його любили за доброту та справедливість. Хазяїн цілком довіряв управителю і вирішення всіх справ залишав на його розсуд.
Будинок управителя знаходився у лісочку біля річки, неподалік заводу. Любила гуляти тим лісом місцева панночка. Звали її Софією. Була вона красивою, але дуже гордою та самолюбивою. Управитель закохався в неї до нестями. Дарував квіти та подарунки, а вона лише насміхалася над ним.
«Я панського роду, а ти лише управитель. Ти мені не рівня» — говорила вона. І от одного разу Завадський запитав у неї: «Що я можу зробити, щоб заслужити вашу прихильність?» Горда панночка відповіла йому: «Зроби так, щоб моє ім'я пам'ятали завжди».
Довго думав бідолашний управитель, що йому зробити, щоб ім'я Софії залишилось на віки. Саме в той час люди гомоніли про прекрасний парк в Умані, що будували пани Потоцькі на честь грекині на ім'я Софія.
«А чому б мені не увіковічнити ім'я моєї коханої Софії і збудувати парк для неї тут, в Турбові» — подумав управитель та одразу приступив до роботи.
Отримав дозвіл на розбивку парку у власника маєтку, з'їздив подивитися на будівництво парку в Умані, запросив найкращих спеціалістів, щоб допомогти створити парк не гірший ніж там. В парку передбачив і озера, і альтанки, і маленький водоспад, і затишні алеї, і чудові скульптури. Селяни та робітники заводу всіма силами допомагали в будівництві, бо любили управителя та хотіли йому допомогти привернути прихильність гордої панночки.
Ось будівництво завершено. Насаджені рідкісні дерева, розбиті алеї та клумби, встановлено лавочки та споруджено альтанки, а справжньою прикрасою парку став каскад озер з маленьким водоспадом. Завадський запрошує свою кохану на прогулянку, але вже не в захаращений ліс, а в прекрасний парк. На одній з тінистих алей запитує Софію: «Чи задовольнив я ваше бажання? Цей парк створений на зразок уманського і носитиме назву „Турбівська Софіївка“ в вашу честь і назва його буде жити доти, поки підпиратимуть небо його дуби». Такий вчинок зворушив горду Софію і вона відповіла взаємністю управителю.
Досі зустрічаємо серед місцевих жителів назву парку «Мала Софіївка» чи «Турбівська Софіївка». Алею ж де прозвучали перші слова кохання від гордої панночки досі називають «Алеєю любові».

## Галерея

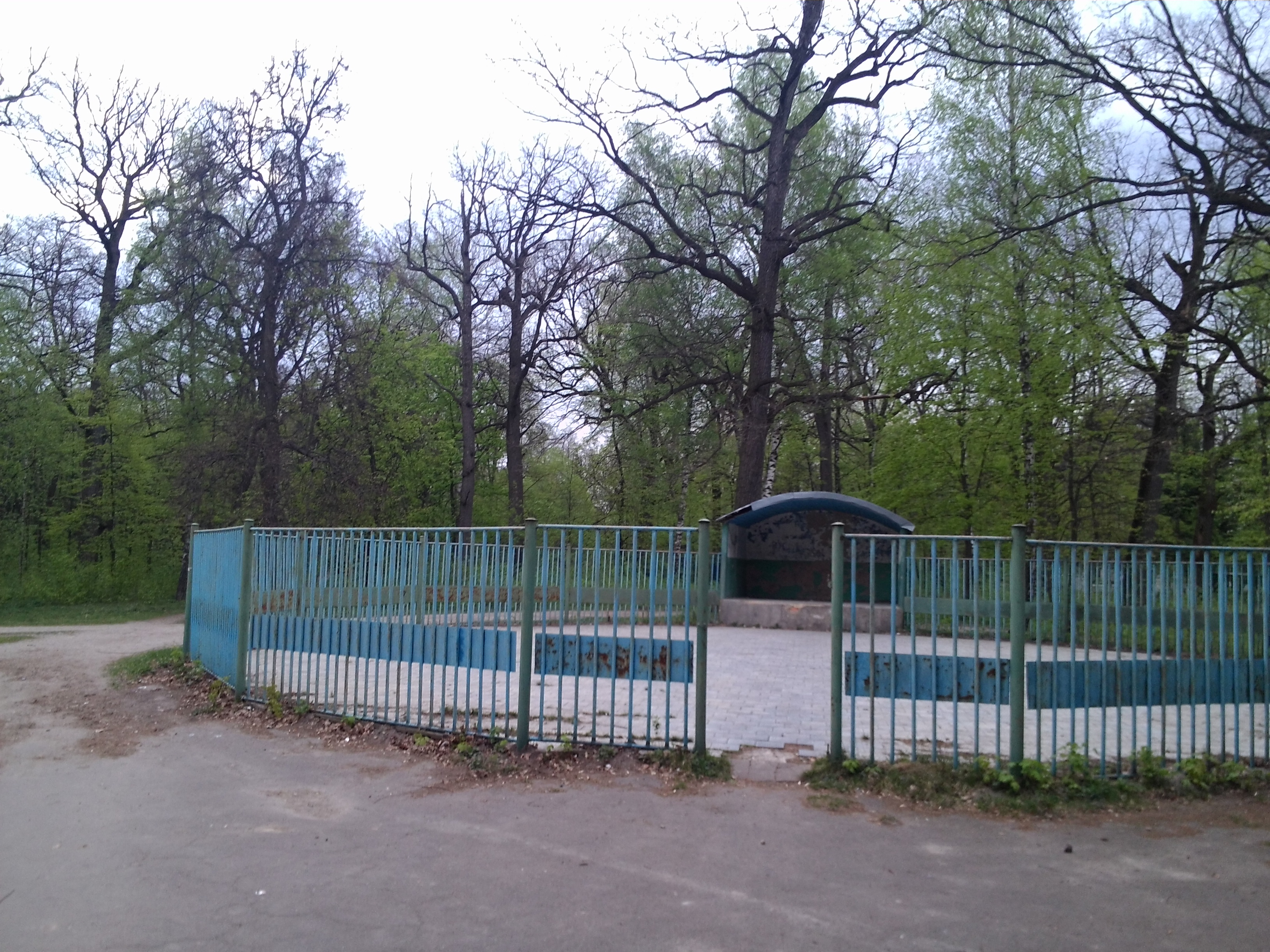
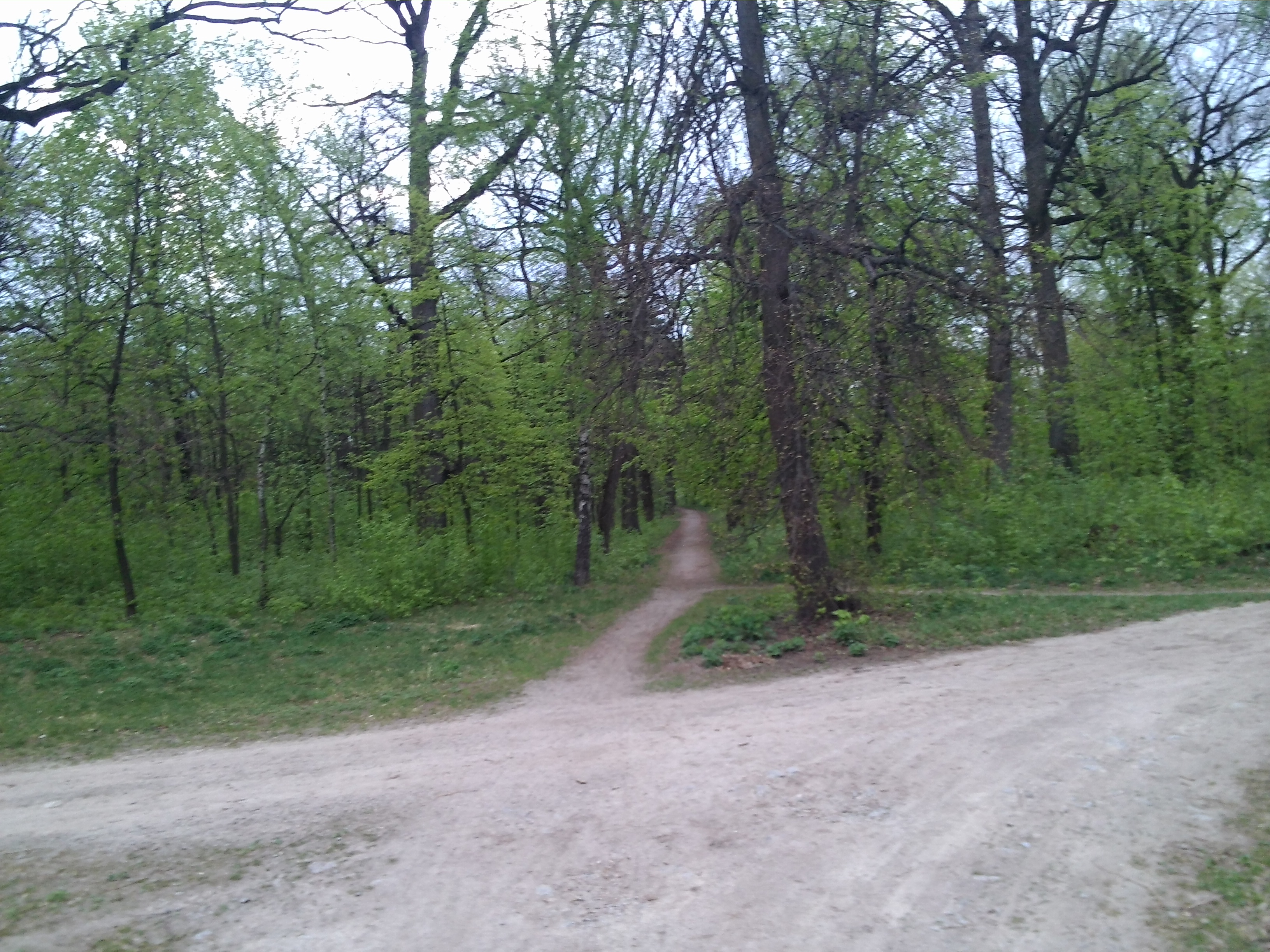
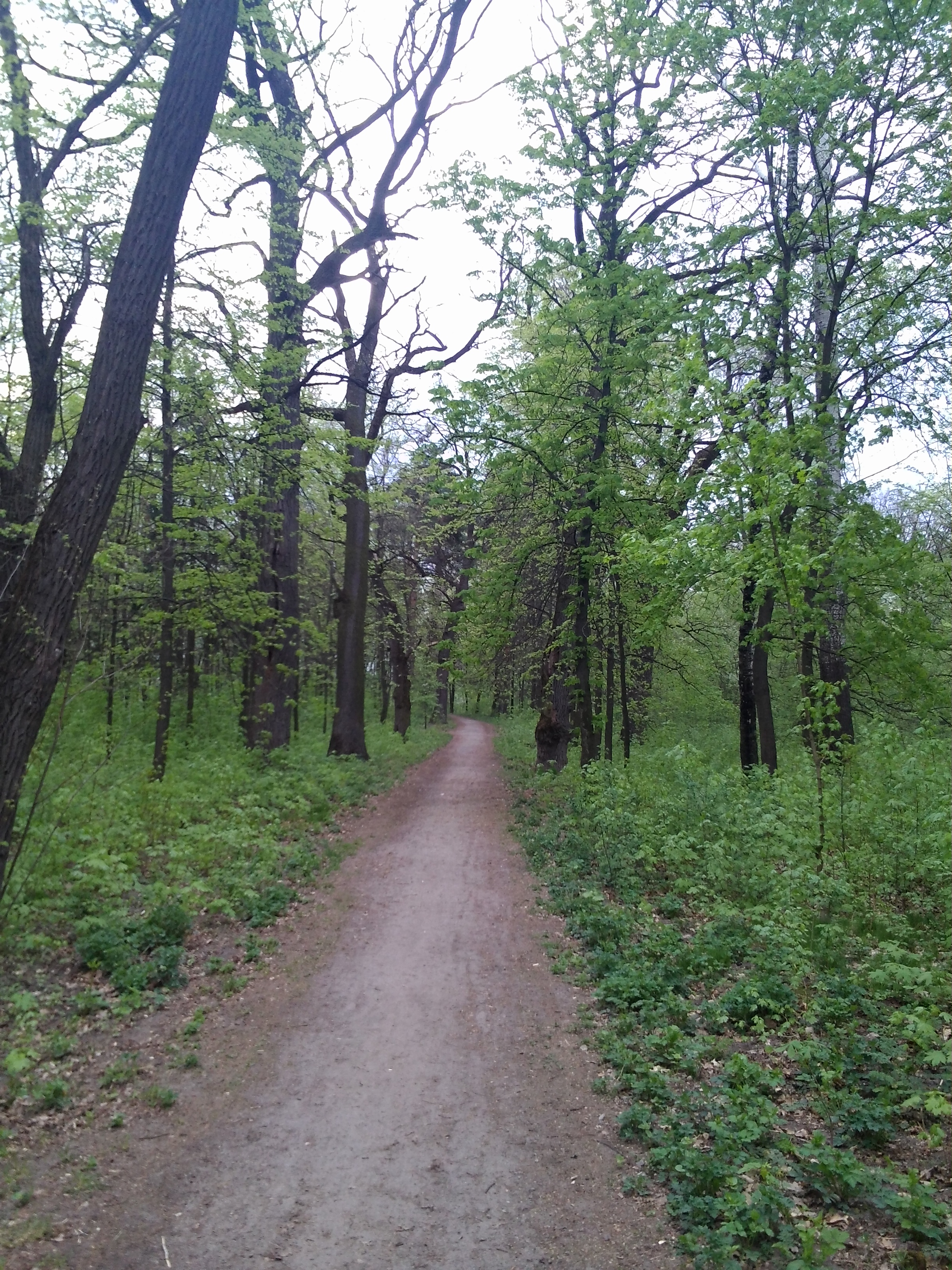
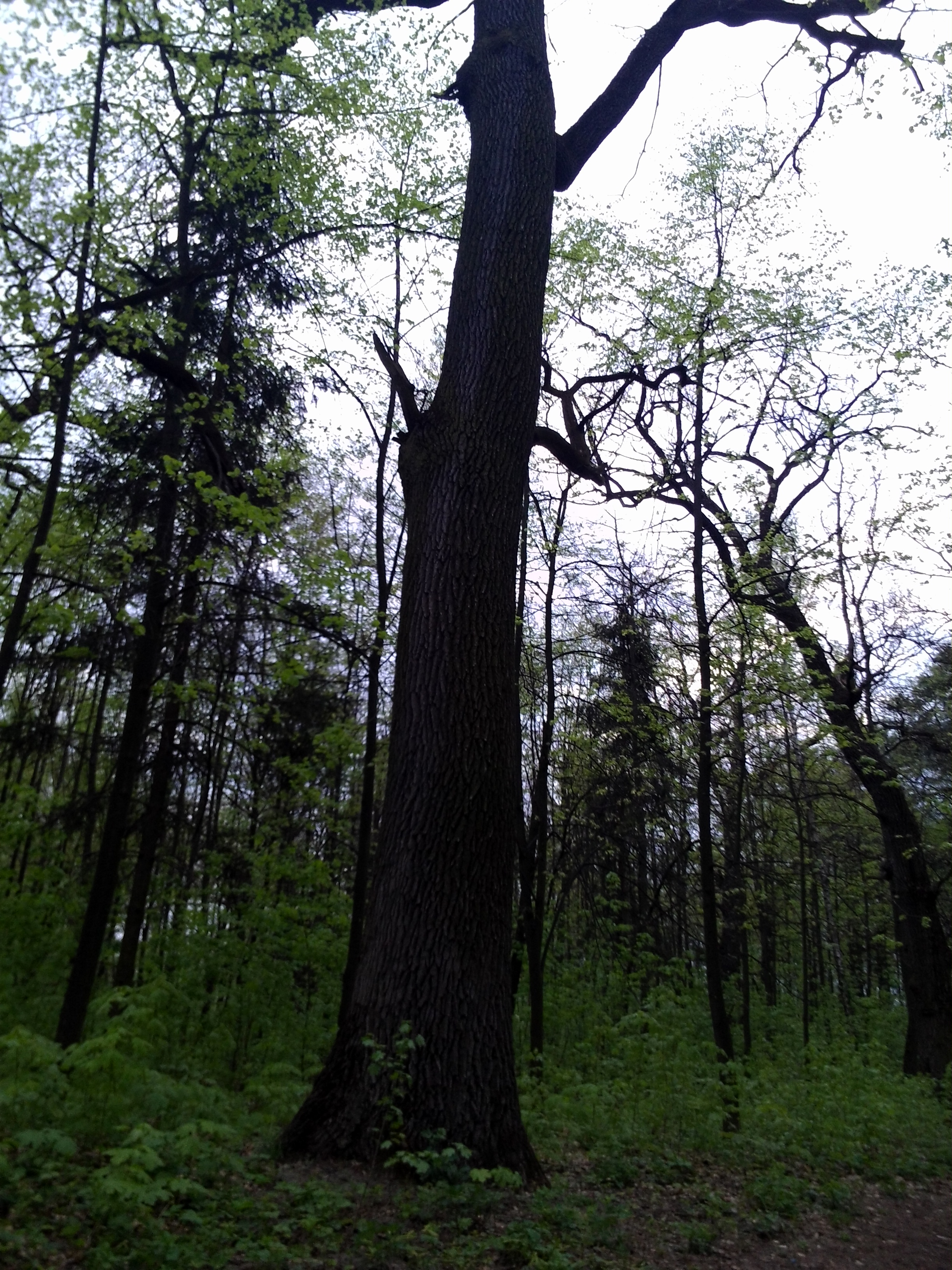
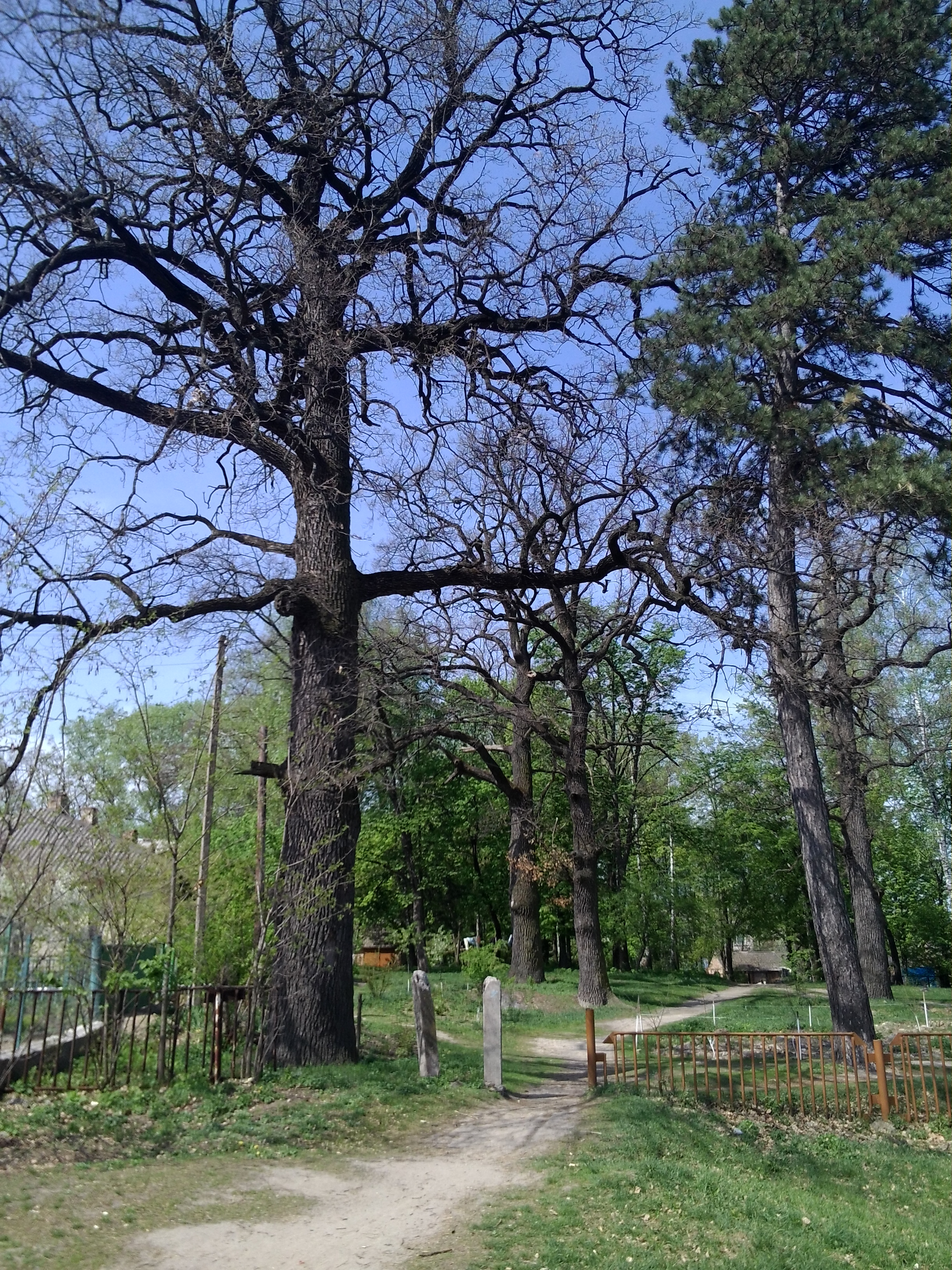
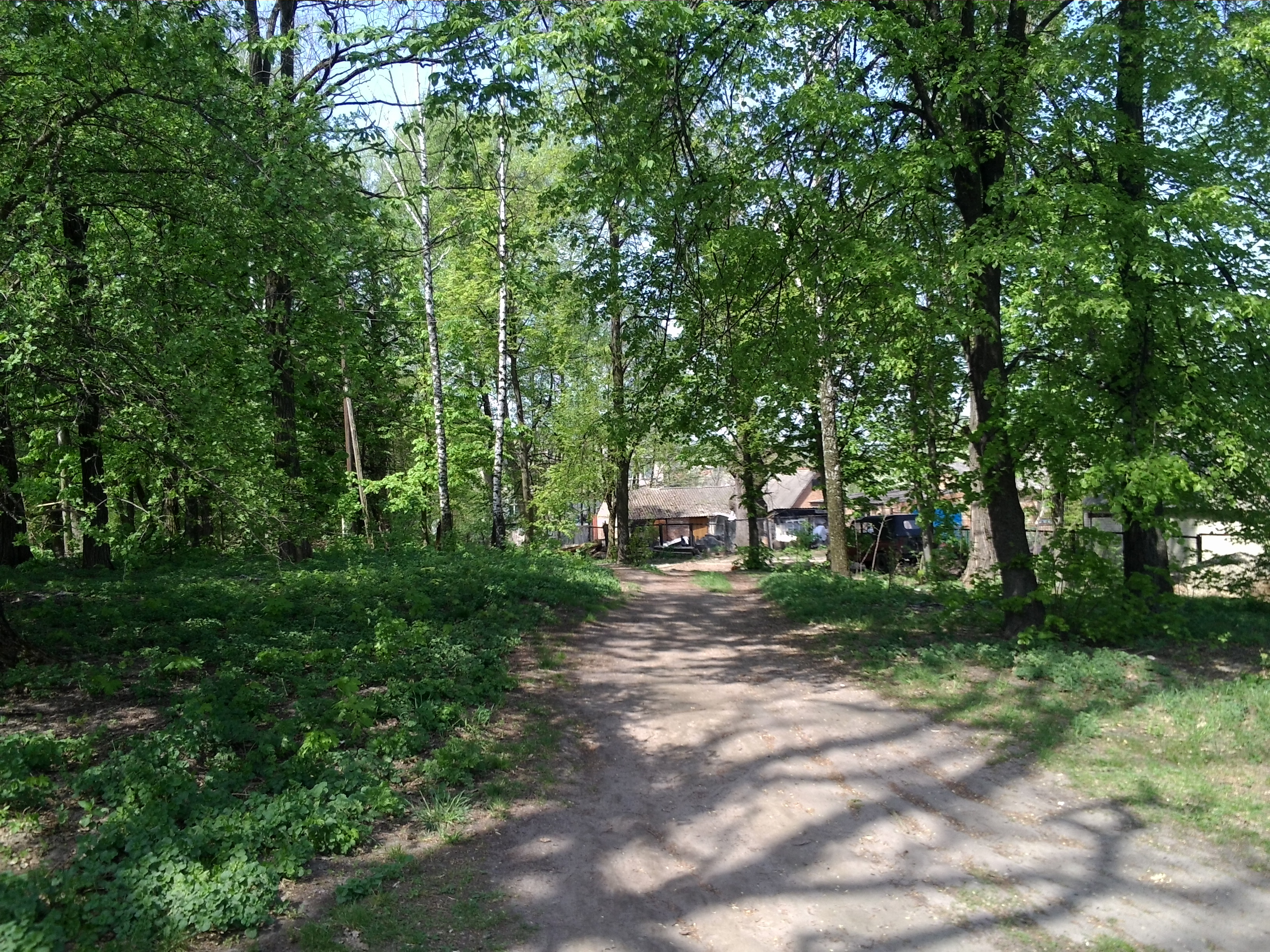
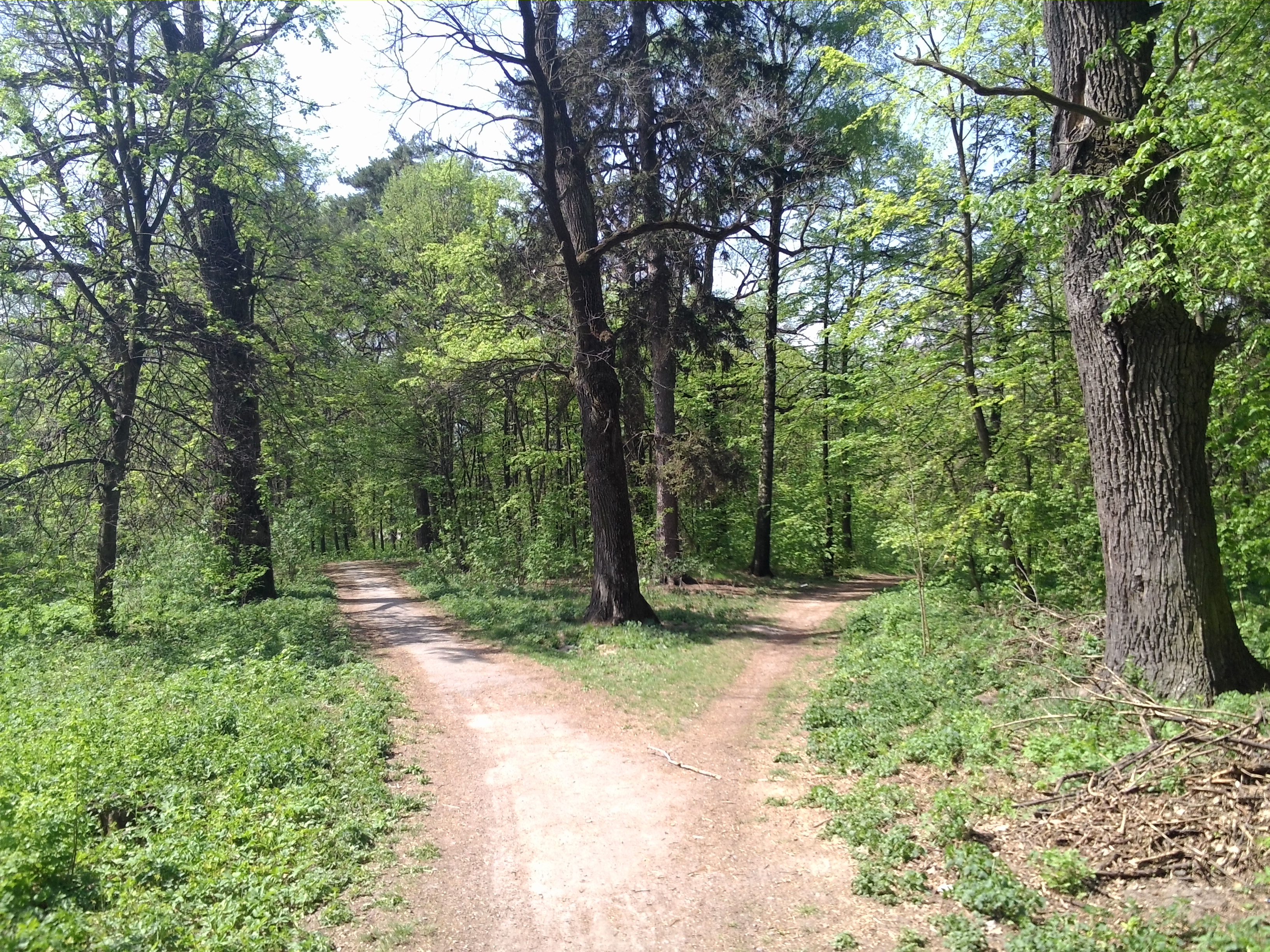
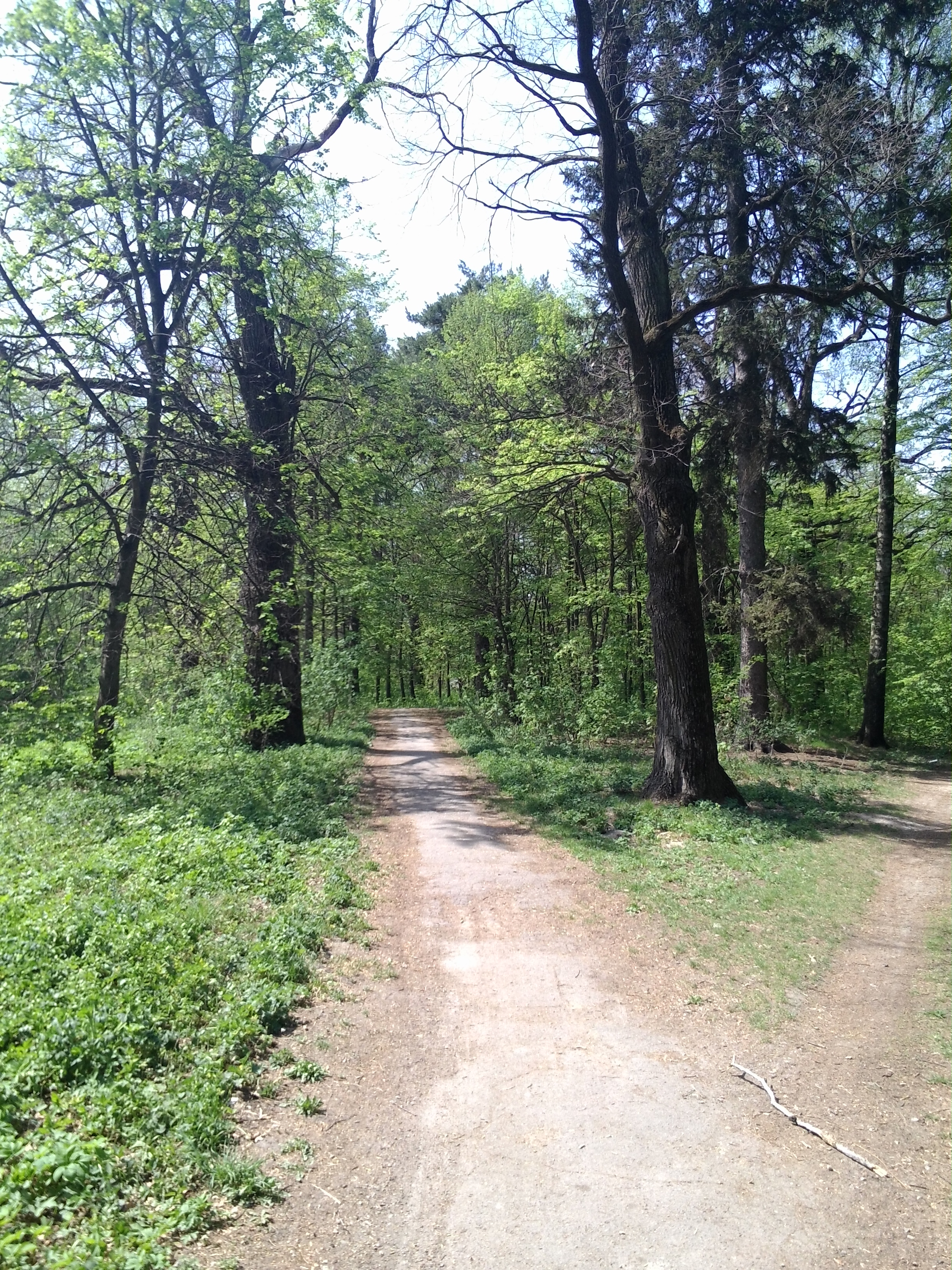
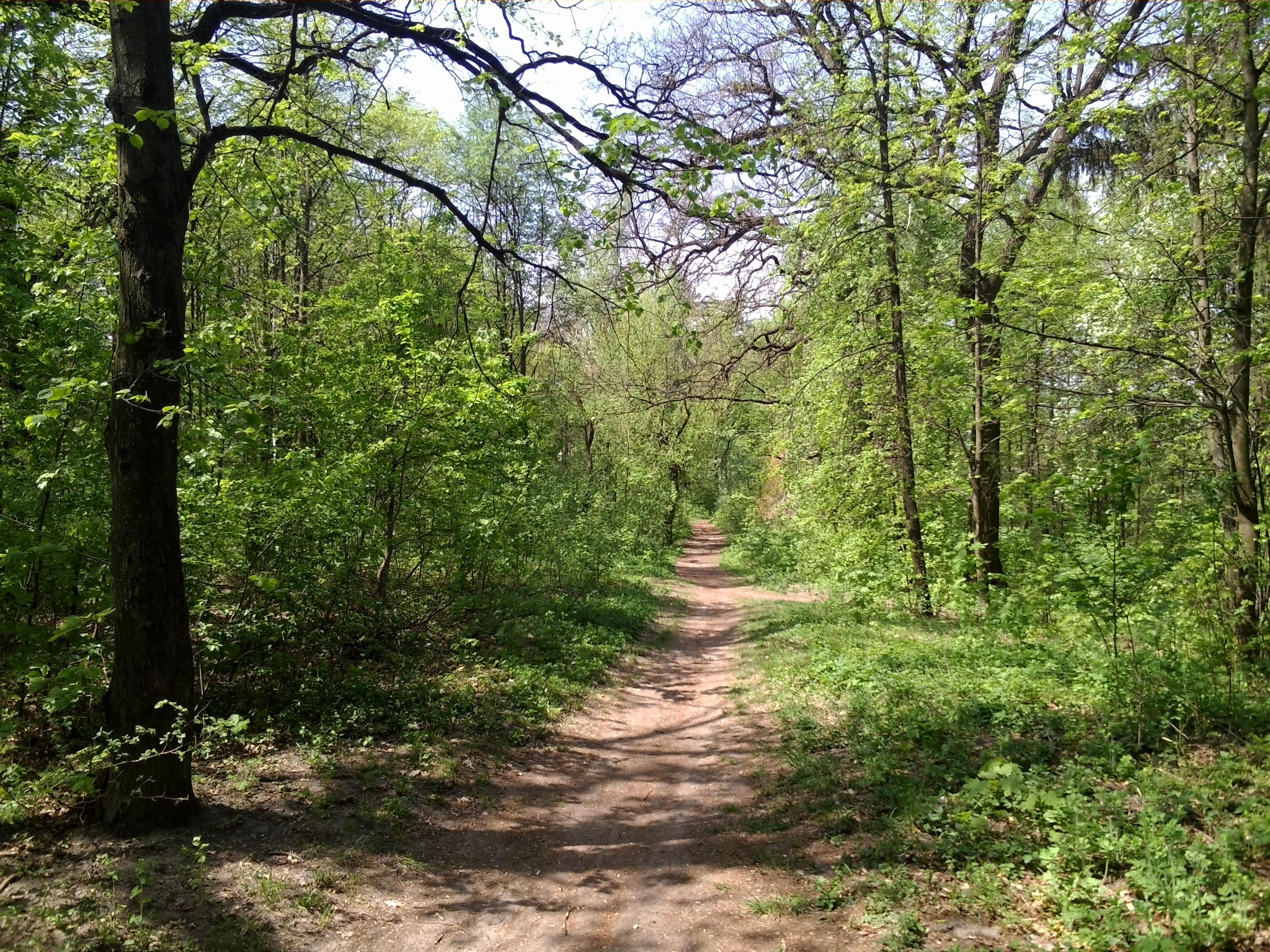
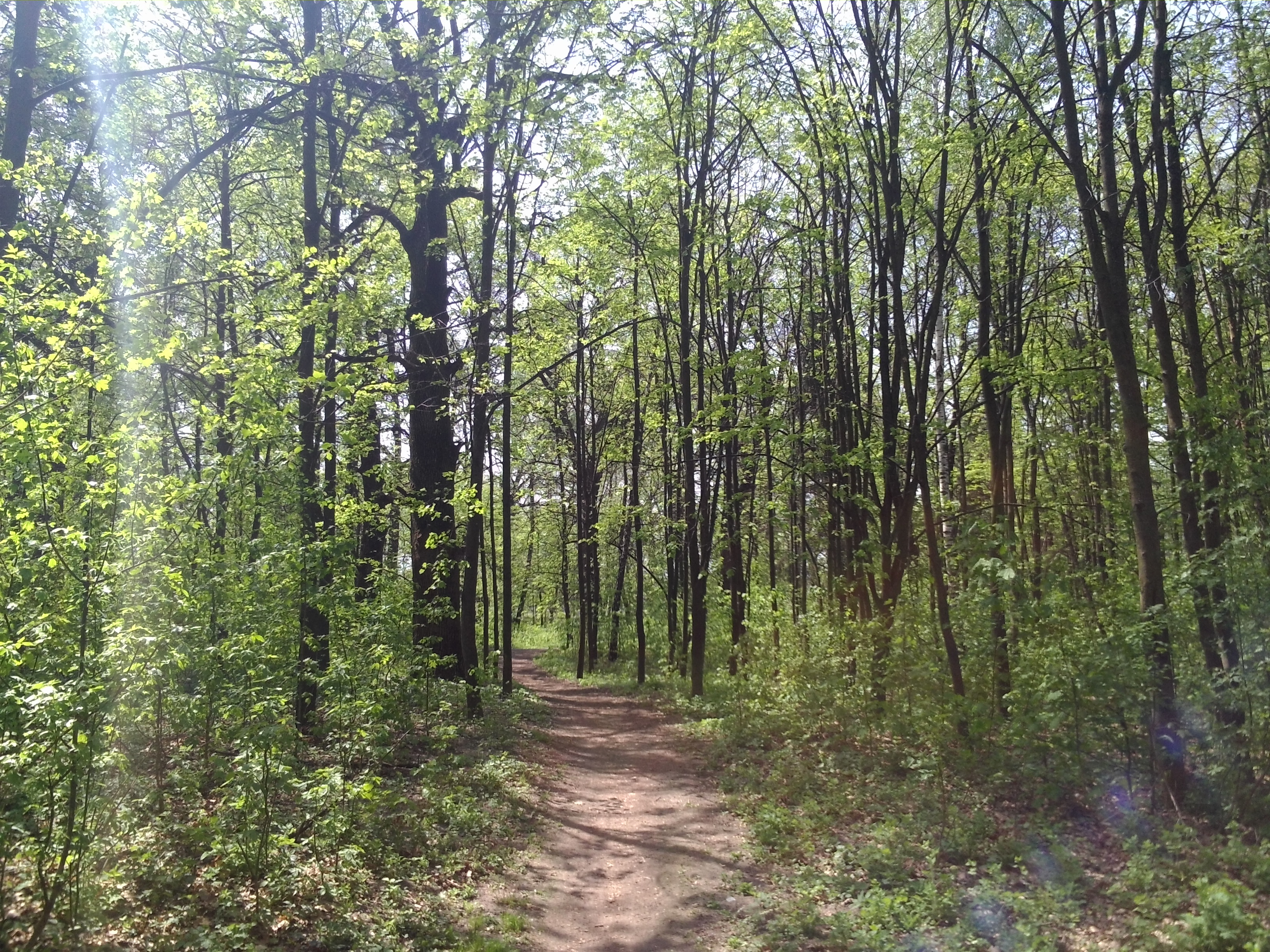
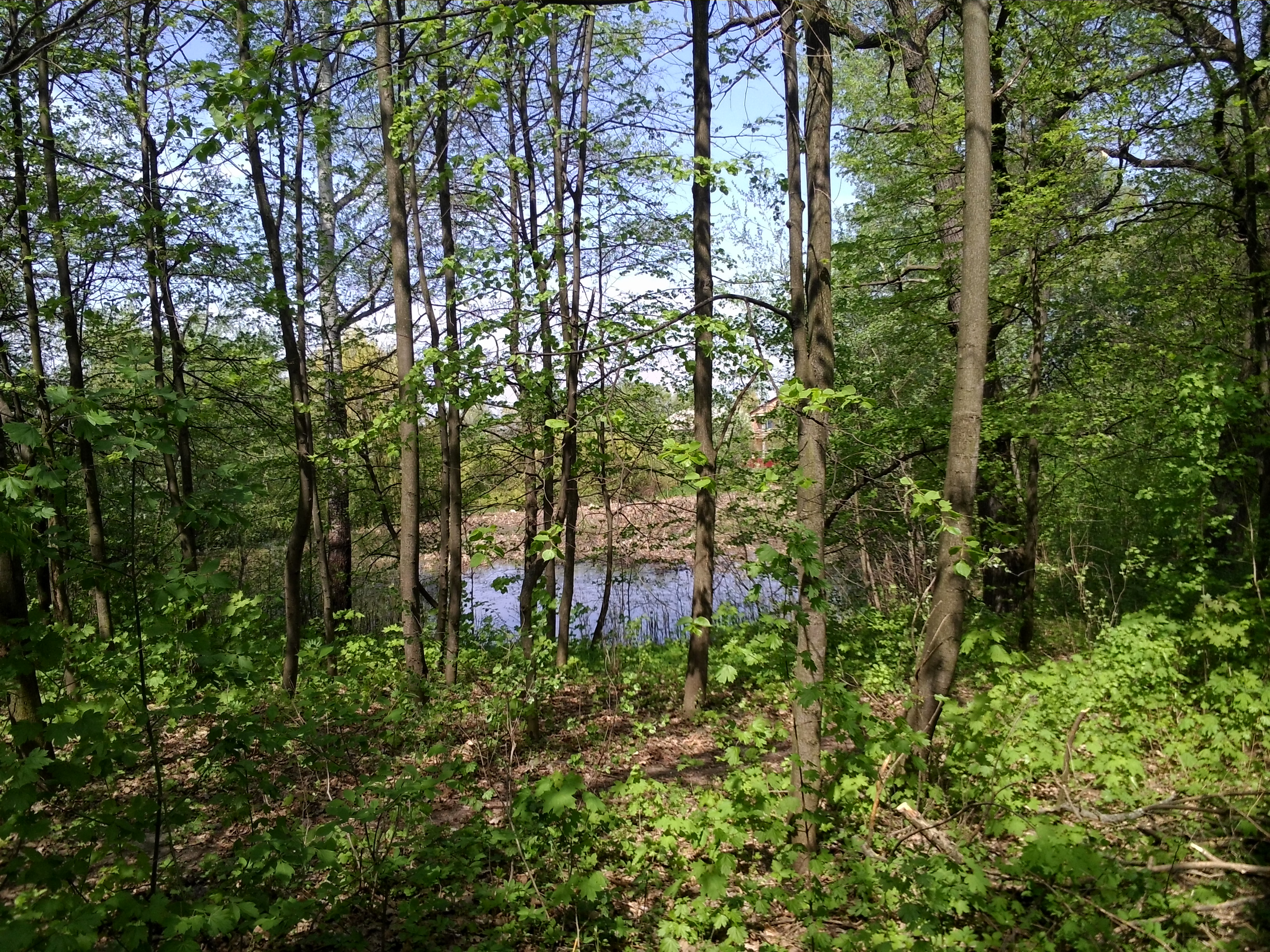
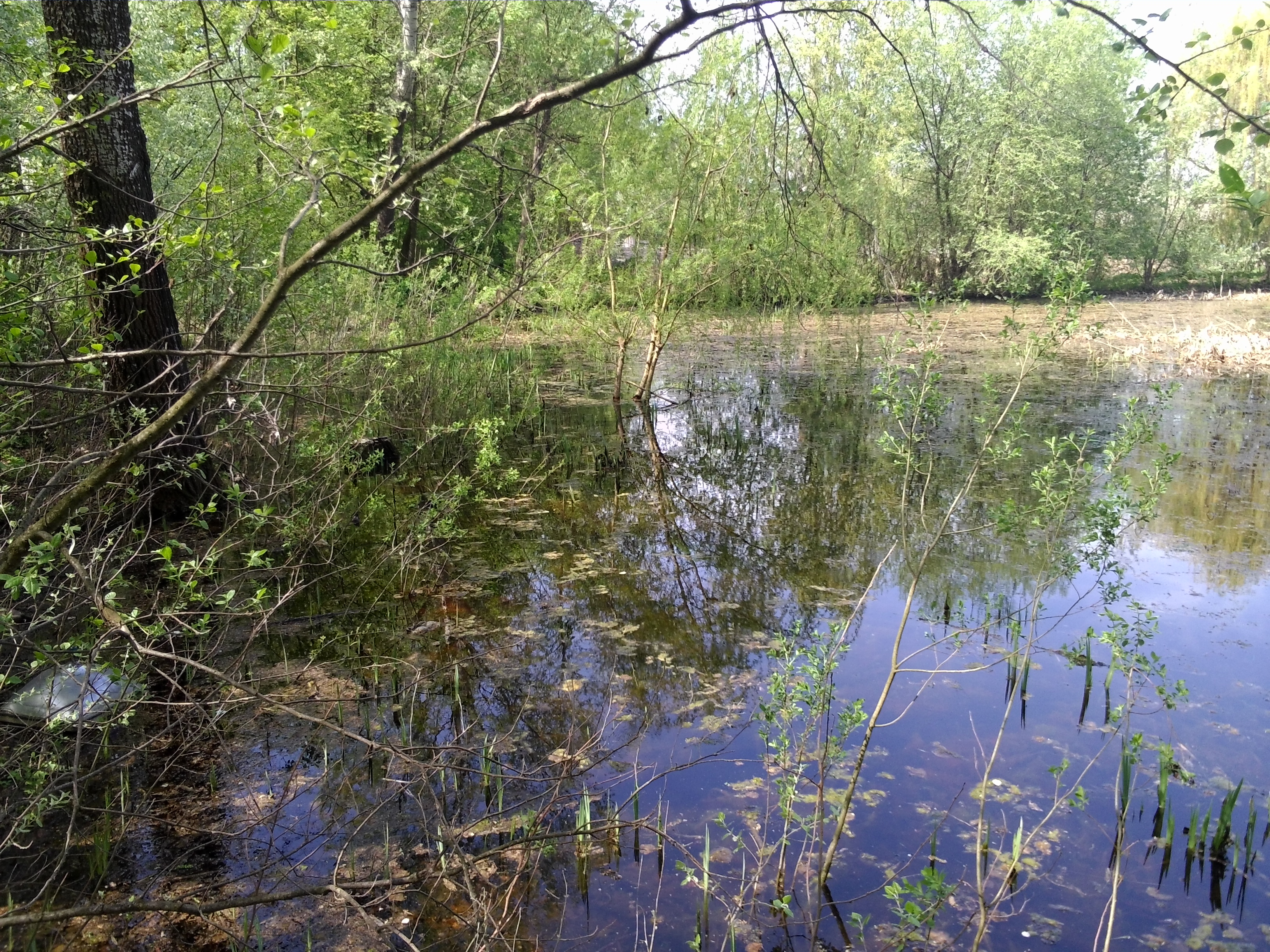
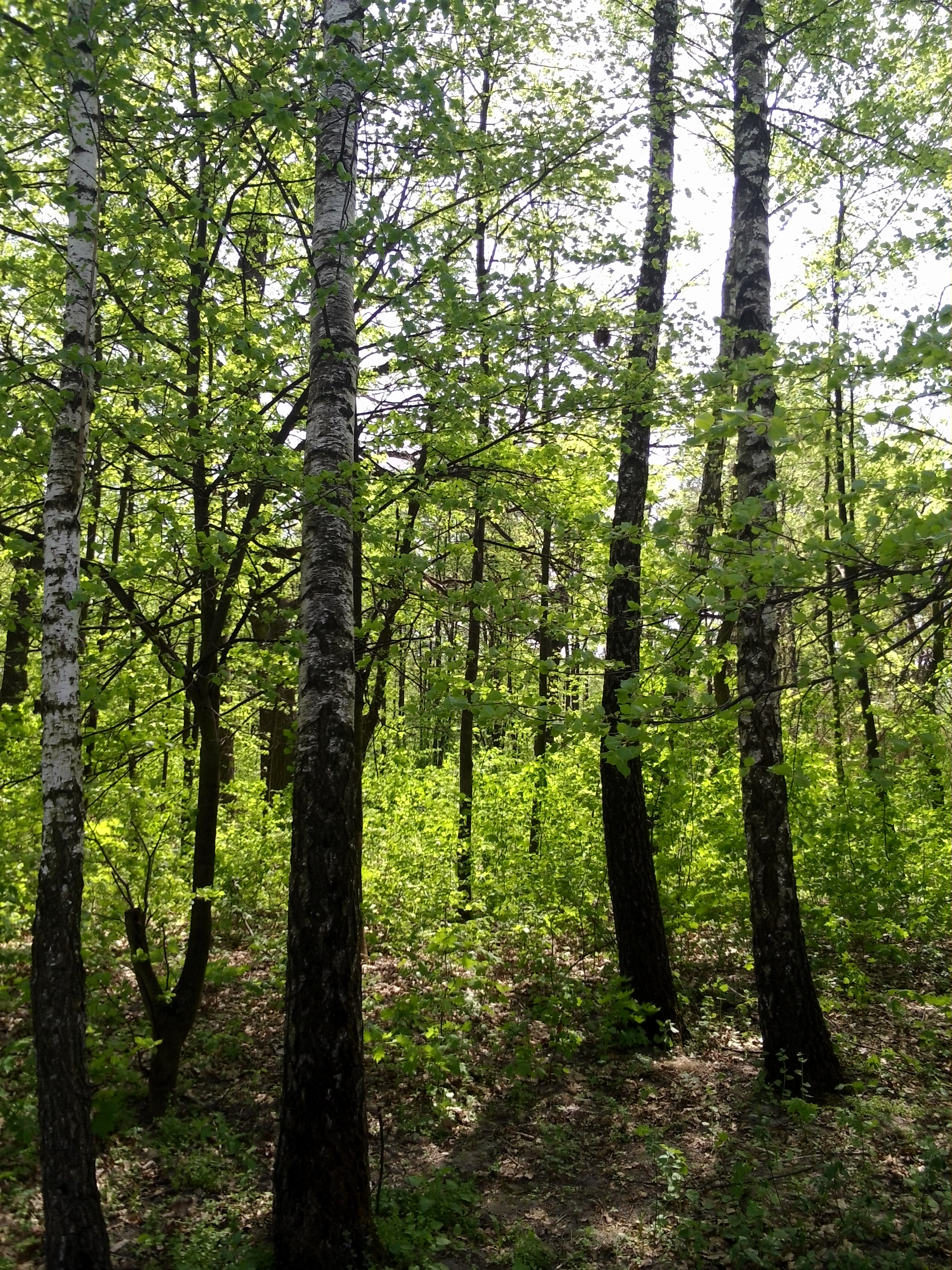
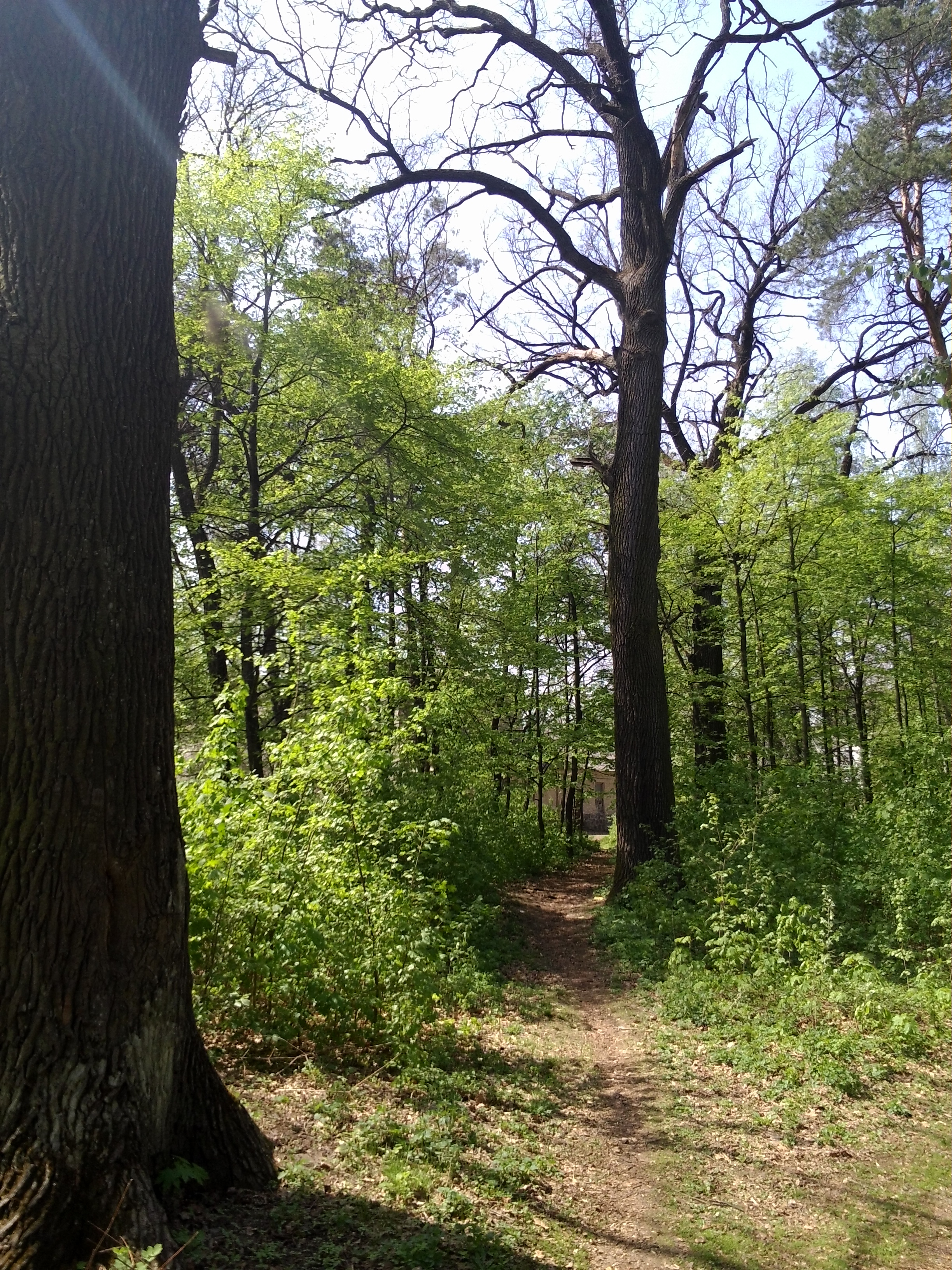
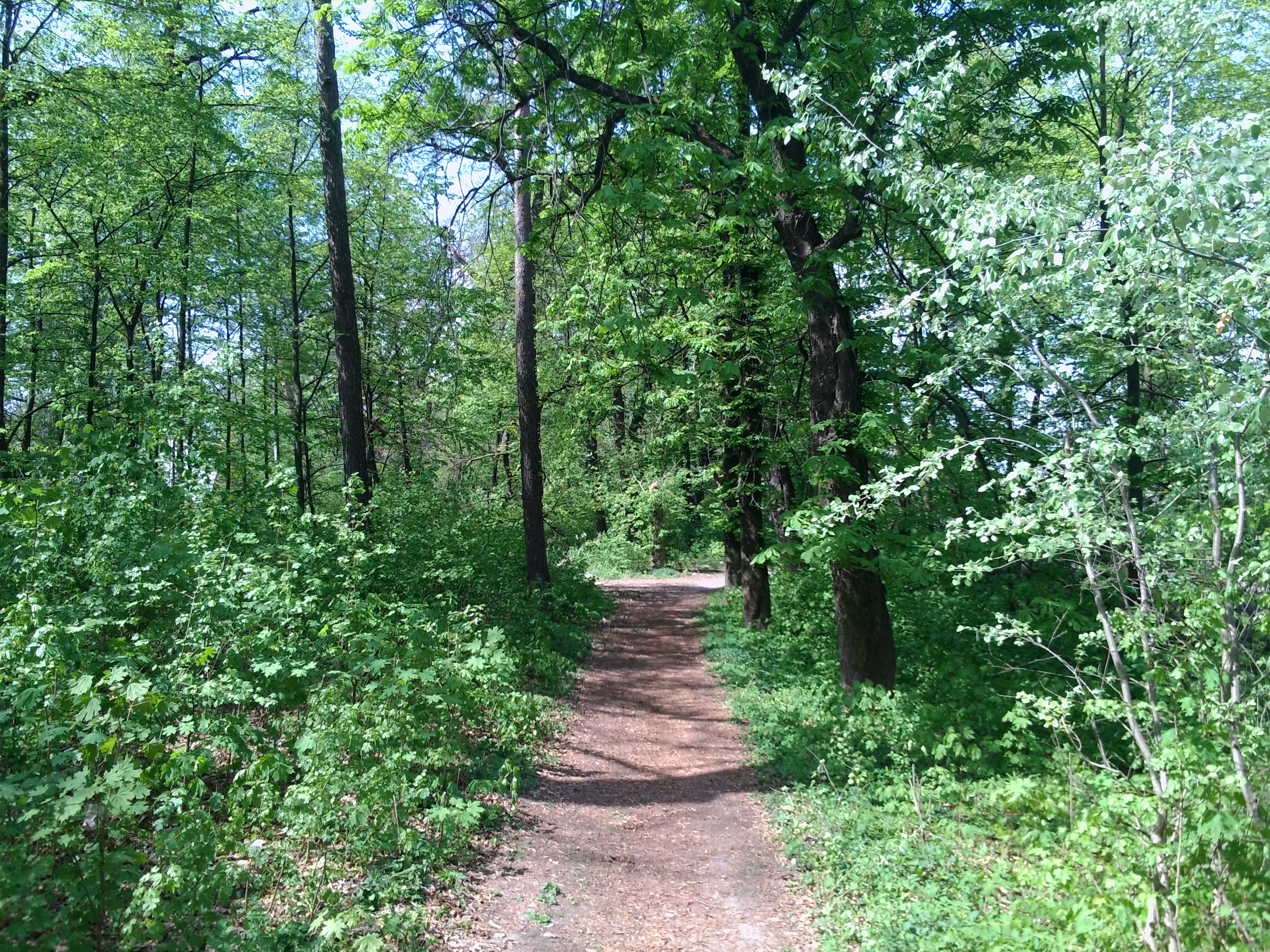
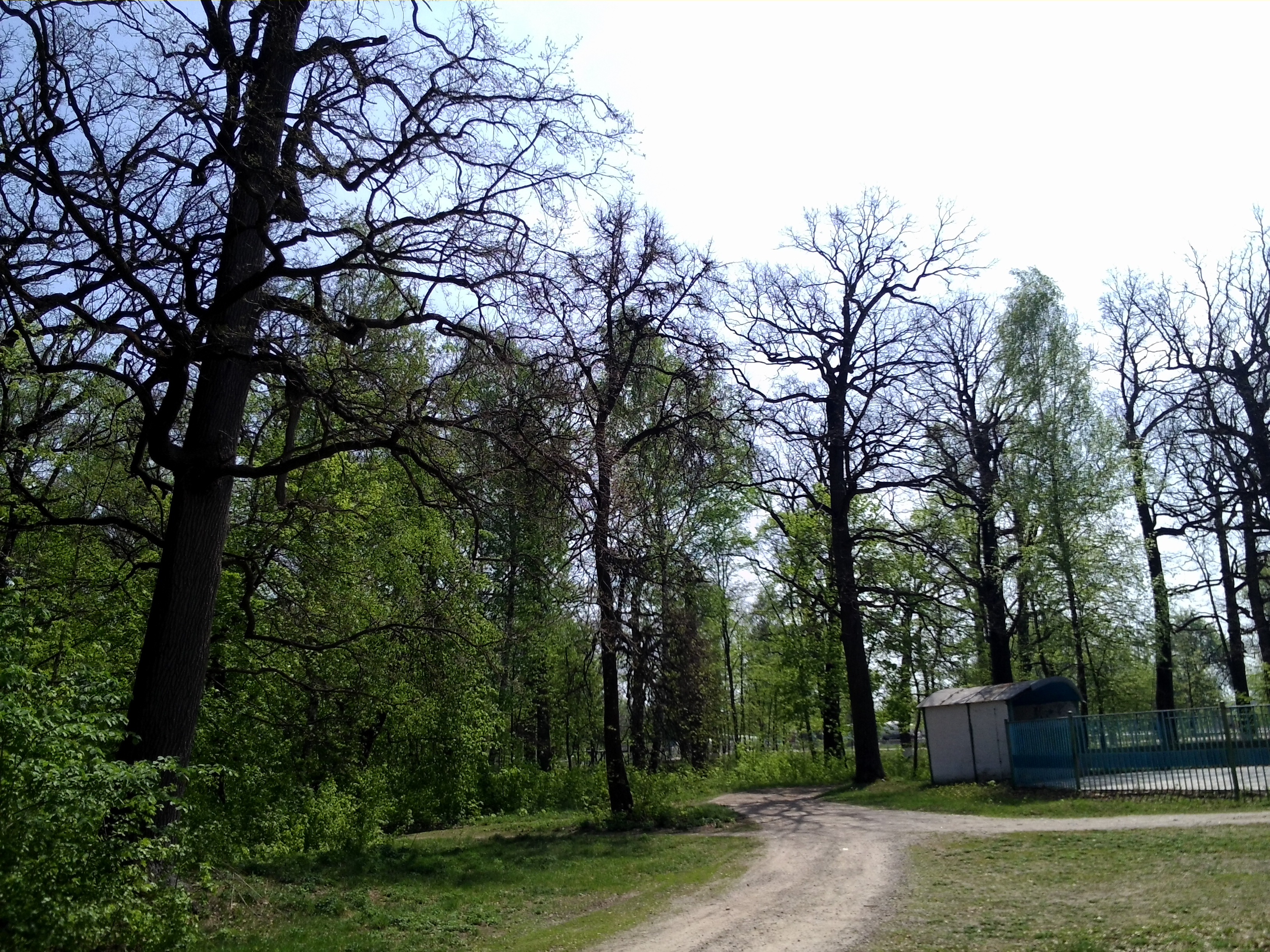
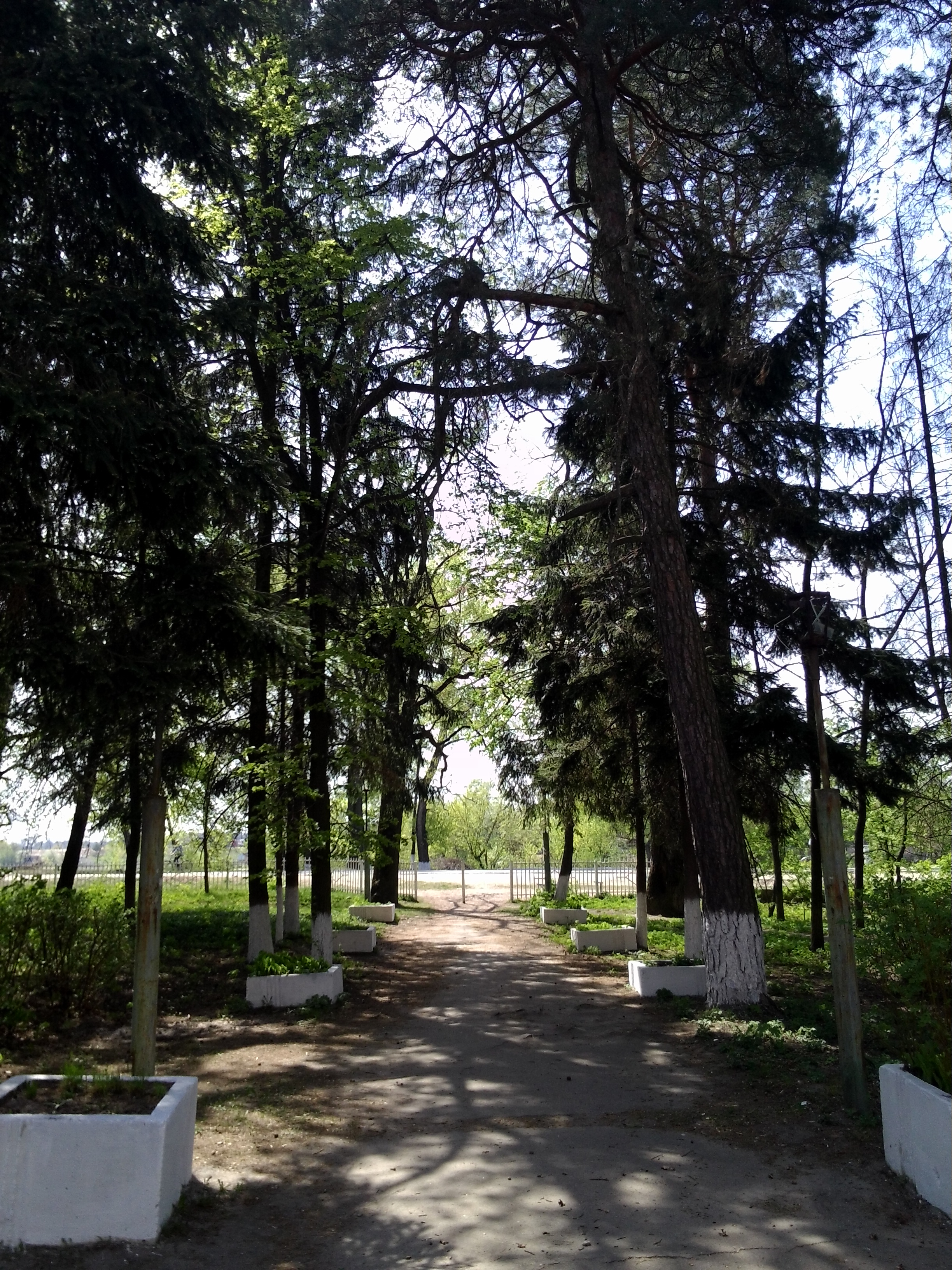
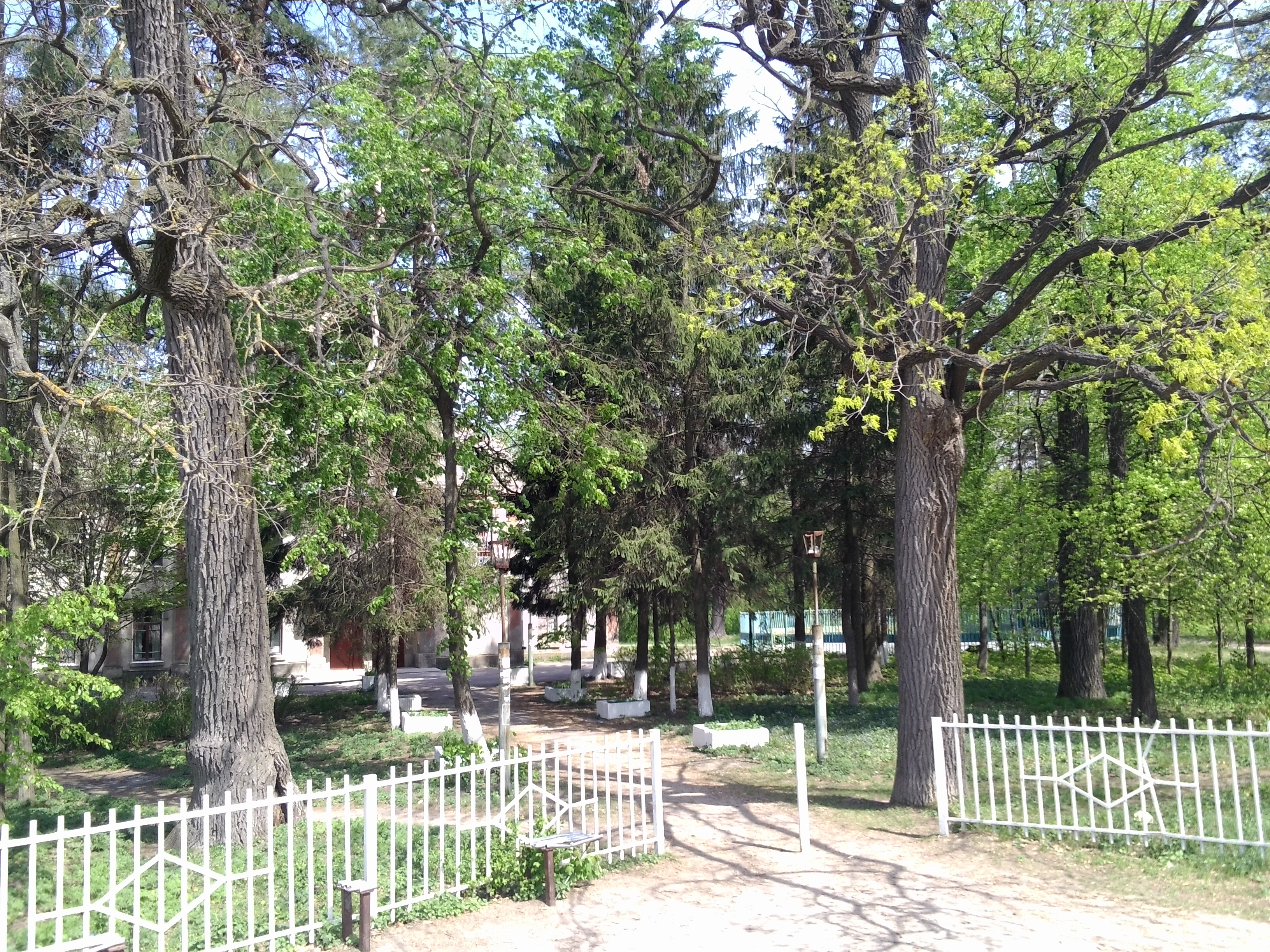
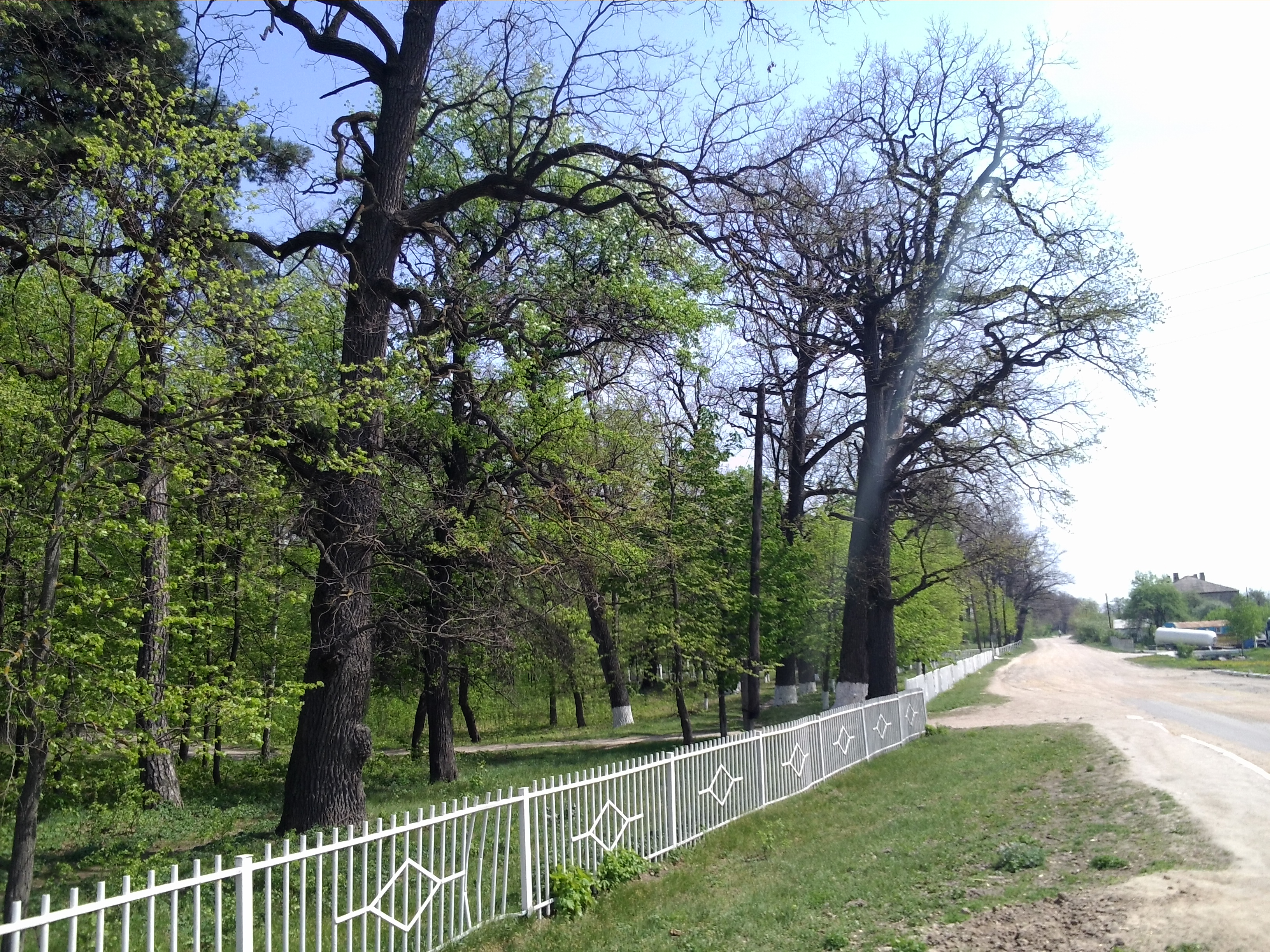
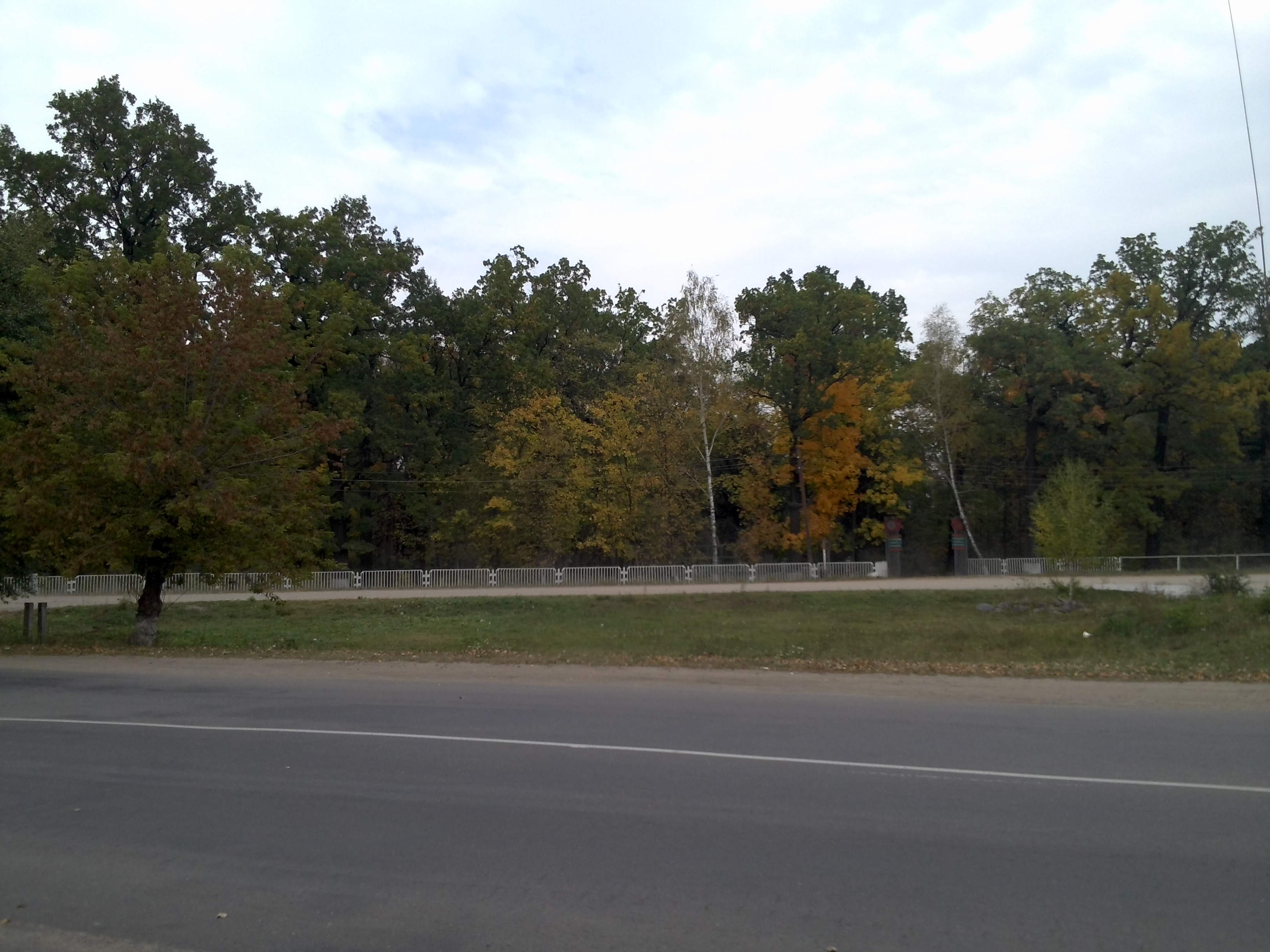
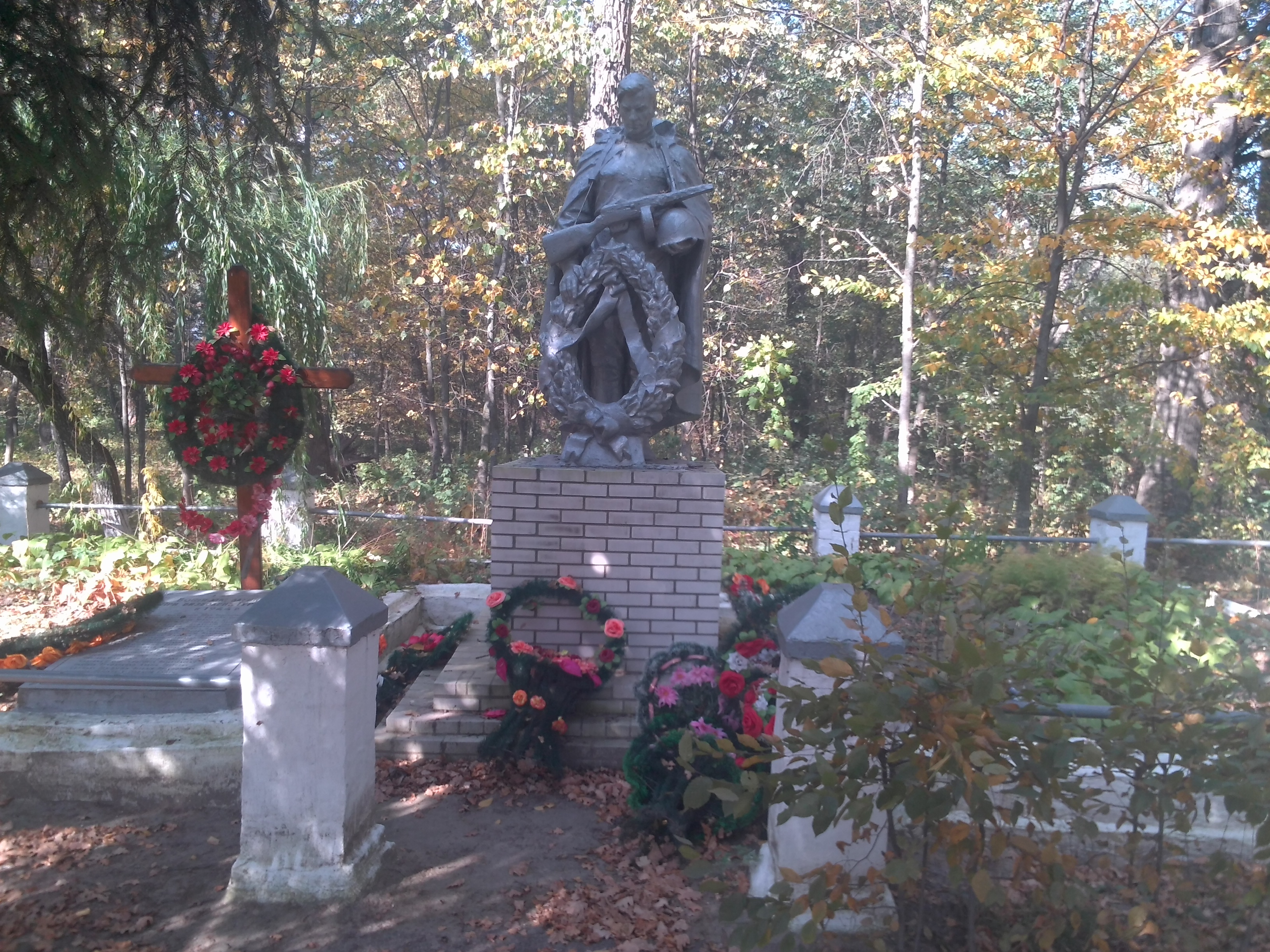